# Węgry na Letnich Igrzyskach Olimpijskich 1960
Węgry na Letnich Igrzyskach Olimpijskich 1960 reprezentowane był przez 280 zawodników (157 mężczyzn i 27 kobiet). Był to 13 start reprezentacji Węgier na letnich igrzyskach olimpijskich.

## Zdobyte medale
| Medal                | Zawodnik | Konkurencja                      | Rezultat                                                                                        |
| Boks                 | Boks | Boks                             | Boks                                                                                            |
| -------------------- | --- | -------------------------------- | ----------------------------------------------------------------------------------------------- |
| Złoto                | Gyula Török | waga musza                       | W finale pokonał reprezentanta ZSRR Siergieja Siwko 295:294                                     |
| Kajakarstwo          | |                                  |                                                                                                 |
| Złoto                | János Parti | C-1 1000 m                       | 4:33,03                                                                                         |
| Srebro               | Imre Szöllősi | K-1 1000 m                       | 3:54,02                                                                                         |
| Srebro               | Imre Szöllősi Imre Kemecsey András Szente György Mészáros | K-1 4 x 500 m                    | 7:44,02                                                                                         |
| Srebro               | András Szente György Mészáros | K-2 1000 m                       | 3:34,91                                                                                         |
| Brąz                 | Imre Farkas András Törő | C-2 1000 m                       | 4:20,89                                                                                         |
| Brąz                 | Klára Fried-Bánfalvi Vilma Egresi | K-2 500 m                        | 1:58,22                                                                                         |
| Lekkoatletyka        | |                                  |                                                                                                 |
| Srebro               | Gyula Zsivótzky | rzut młotem                      | 65,79 m                                                                                         |
| Brąz                 | István Rózsavölgyi | bieg na 1500 m                   | 3:39,2                                                                                          |
| Brąz                 | Gergely Kulcsár | rzut oszczepem                   | 78,57 m                                                                                         |
| Pięciobój nowoczesny | |                                  |                                                                                                 |
| Złoto                | Ferenc Németh | indywidualnie                    | 5024 pkt                                                                                        |
| Złoto                | Ferenc Németh Imre Nagy András Balczó | drużynowo                        | 14 863 pkt                                                                                      |
| Srebro               | Imre Nagy | indywidualnie                    | 4988 pkt                                                                                        |
| Piłka nożna          | |                                  |                                                                                                 |
| Brąz                 | Gábor Török Zoltán Dudás Jenő Dalnoki Ernő Solymosi Pál Várhidi Ferenc Kovács Imre Sátori János Göröcs Flórián Albert Tibor Pál Pál Orosz János Dunai Lajos Faragó Dezső Novák Oszkár Vilezsál Gyula Rákosi | turniej mężczyzn                 | W meczu o 3. miejsce wygrali z reprezentacją Włoch 2:1                                          |
| Piłka wodna          | |                                  |                                                                                                 |
| Brąz                 | Dezső Gyarmati György Kárpáti Ottó Boros István Hevesi Mihály Mayer Tivadar Kanizsa Zoltán Dömötör László Felkai László Jeney András Katona Kálmán Markovits Péter Rusorán János Konrád András Bodnár       | turniej mężczyzn                 | W finałowej grupie zremisowali z reprezentacją ZSRR 3:3 i zremisowali z reprezentacją Włoch 3:3 |
| Podnoszenie ciężarów | |                                  |                                                                                                 |
| Brąz                 | Gyözö Veres | kategoria wagowa 67,5 - 75 kg    | 405 kg                                                                                          |
| Szermierka           | |                                  |                                                                                                 |
| Złoto                | Rudolf Kárpáti | szabla indywidualnie             | 5 wygranych walk                                                                                |
| Złoto                | Aladár Gerevich Rudolf Kárpáti Pál Kovács Zoltán Horváth Gábor Delneky Tamás Mendelényi | szabla drużynowo                 | W finale pokonali reprezentację Polski 9:7                                                      |
| Srebro               | Zoltán Horváth | szabla indywidualnie             | 4 wygrane walki                                                                                 |
| Srebro               | Ildikó Újlaky-Rejtő Györgyi Marvalics-Székely Magdolna Nyári-Kovács Katalin Juhász Lídia Dömölky-Sákovics                                                                                                   | floret drużynowo                 | meczu o 3. miejsce wygrały z reprezentacją Niemiec 9:2                                          |
| Zapasy               | |                                  |                                                                                                 |
| Srebro               | Imre Polyák | waga piórkowa w stylu klasycznym | W finale przegrał z reprezentantem Turcji Müzahirem Sillem                                      |